# Војковићи (Источна Илиџа)
Војковићи су источносарајевска градска четврт и мјесна заједница у општини Источна Илиџа, град Источно Сарајево, Република Српска, Босна и Херцеговина.

## Географија
Географски положај Војковића је веома повољан. Војковићи се налазе у Сарајевском пољу. Војковићи су сједиште истоимене мјесне заједнице у чијем саставу се налазе Војковићи, Грлица и Крупац. Окружено је планином Игман, те брдима Илињача, Јоцовина и Накло, а кроз насеље протиче ријека Жељезница.
Војковићи се граниче са Грлицом и Крупцем, те Младицама, Которцем, Бутмиром, Соколовићима и Храсницом.
Главни путни правци су:
Војковићи - Сарајево 6 км,
Војковићи - Трново 25 км,
Војковићи - Калиновик 52 км,
Војковићи - Фоча 73 км,
Војковићи - Требиње 215 км,
Војковићи - Пале 25 км.
Удаљеност Војковића од Јадрана 295 км. Надморска висина насеља је 520 м.

## Култура
У Војковићима се налази православна црква Вазнесења Господњег. Ово место је и седиште парохије у Војковићима која припада дабробосанској митрополији, архијерејском намесништву Сарајевском и обухвата следећа насеља: Доњи и Горњи Которац, Војковићи, Грлица, Крупац и Кијево.
У Војковићима се традиционално одржава Сабор српског пјевања, посебан догађај у Војковићима јесте обиљежавање 4. августа, када се у овом насељу одржава низ културних догађаја, које пропрати велики број људи. У 2008. основано је СКУД Војковићи, које се бави културном дјелатношћу на читавом духовном простору бивше СФРЈ.

## Спорт
Војковићи су сједиште фудбалског клуба Фамос. Окупља око 110 играча и то пионира, јуниора и предтакмичера те 80 чланова и 30 сениора. 
Џудо клуб Фамос основан је 1997. године на Видовдан, 28. јуна.

## Становништво
| Демографија | Демографија | Демографија |
| Година      | Становника  | Становника  |
| ----------- | ----------- | ----------- |
| 1879.       | 138         |             |
| 1885.       | 154         |             |
| 1895.       | 206         |             |
| 1910.       | 266         |             |
| 1948.       | 452         |             |
| 1953.       | 528         |             |
| 1961.       | 734         |             |
| 1971.       | 1.558       |             |
| 1981.       | 2.398       |             |
| 1991.       | 2.971       |             |

Тренутно у Војковићима живи око 5.000 становника, гдје Срби чине око 99% становништва. Стопа природног прираштаја је веома високе вриједности и не биљеже се негативне вриједности, тако да се сада (2013. година) креће око 13 промила. Око 64% становништва је старосне доби од 20-59 година.